# Martin Buday
Martin Buday (ur. 11 listopada 1991 w Nitrze) – słowacki zawodnik mieszanych sztuk walki (MMA). Były mistrz Oktagon MMA w wadze ciężkiej. Były zawodnik UFC. Po Ľudovície Kleinie był drugim reprezentantem Słowacji w UFC. 

## Życiorys
Martin Buday urodził się 11 listopada 1991 roku w Nitrze. Zaczął trenować sztuki walki w wieku osiemnastu lat, początkowo żeby schudnąć. Najpierw poświęcił się brazylijskiemu jiu-jitsu, które trenował w klubie Gracie Barra Pitbull w Nitrze. Odnosił sukcesy w tym sporcie i zajmował miejsca w różnych turniejach europejskich, a jego największym osiągnięciem były dwa złote medale Mistrzostw Europy IBJJF na poziomie niebieskiego i fioletowego pasa. Później przeszedł do MMA, które zaczął trenować pod okiem Attili Végha w klubie Spartakus Fight Gym w Trnawie. 

## Kariera MMA

### UFC
Buday zadebiutował w amerykańskim gigancie przeciwko bardziej doświadczonemu Chrisowi Barnettowi w dniu16 kwietnia 2022 roku na gali UFC Fight Night: Luque vs. Muhammad 2. Po zdominowaniu większości walki, Buday uderzył Amerykanina nielegalnym łokciem w głowę na początku trzeciej rundy, uniemożliwiając mu kontynuowanie walki. Sędzia ocenił to jako niezamierzony faul i dlatego starcie zakończyło się zwycięstwem Słowaka decyzją techniczną.
W drugiej walce dla UFC zmierzył się z Łukaszem Brzeskim na gali UFC Fight Night: Vera vs. Cruz w dniu 13 sierpnia 2022 roku. Zwyciężył kontrowersyjną, niejednogłośną decyzją sędziowską. Większość przedstawicieli międzynarodowych mediów punktowało walkę dla Brzeskiego.
29 kwietnia 2023 na gali UFC Fight Night: Song vs. Simón zawalczył z Jake'm Collierem. Ponownie zwyciężył przez decyzję, tym razem jednogłośną.
12 sierpnia 2023 roku na wydarzeniu UFC Fight Night: Luque vs. Dos Anjos, zmierzył się z Joshem Parisianem, zastępując w ostatniej chwili Walta Harrisa. W pierwszej rundzie poddał rywala kimurą. Po tym zwycięstwie został pierwszym Słowakiem w historii, który znalazł się w pierwszej piętnastce zawodników UFC, zajmując piętnaste miejsce w oficjalnym rankingu wagi ciężkiej.
W swojej następnej walce skrzyżował rękawice z debiutującym w UFC, Szamilem Gaziewem na gali UFC 296, 6 grudnia 2023. Przegrał przez techniczny nokaut w drugiej rundzie.
Ponad pół roku później na gali UFC 303 pokonał przez niejednogłośną decyzję (29-28, 28-29, 30-27) byłego mistrza wagi ciężkiej UFC, Andreja Arłouskiego.
5 kwietnia 2025 na gali UFC Fight Night: Emmett vs. Murphy miał zmierzyć się z Kennedym Nzechukwu. W późniejszym czasie ogłoszono, że Nigeryjczyk wypadł z walki, a na jego miejsce wszedł debiutujący w organizacji Uran Satybaldiev. Buday zwyciężył jednogłośną decyzja sędziów, którzy punktowali 3 x 29-28 na jego korzyść.
26 lipca 2025 podczas wydarzenia UFC Fight Night: Whittaker vs. de Ridder zwyciężył jednogłośnie na punkty z Marcusem Buchechą.
Kilka dni później ogłoszono, że Buday został zwolniony z UFC i nie przedłużył kontraktu z organizacją.

## Osiągnięcia

### Mieszane sztuki walki
- Oktagon MMA
  - 2021: Mistrz Oktagon MMA w wadze ciężkiej[29]

### Brazylijskie jiu-jitsu
- 2017: Mistrz Hungarian Open, Budapeszt (waga otwarta i waga powyżej 95 kg)[30]
- 2017: Srebrny medal na Hungarian Open w No-Gi (waga otwarta)[30]
- Mistrz Europy ISFA[7]
- Międzynarodowa Federacja Brazylijskiego Jiu-jitsu
  - 2018: Złoty medal na Dublin International Open (powyżej 100 kg)[31]
  - 2018: Dwa złote medale na Dublin International Open w dyscyplinie No-GI (waga otwarta i waga powyżej 100 kg)[32]
  - 2016: Dwa złote medale na Rome International Open (waga otwarta i waga powyżej 100 kg)[33]
  - 2015: Mistrz Europy No-Gi, Lizbona (waga otwarta)[34]
  - 2015: Srebrny medal Mistrzostw Europy w No-Gi w Lizbonie (powyżej 100 kg)[34]
  - 2015: Srebrny medal na Rome International Open (powyżej 100 kg)[35]
  - 2015: Brązowy medal na Rome International Open (waga otwarta)[35]
  - 2015: Dwa złote medale na London Fall International Open (powyżej 100 kg)[36][37]
  - 2015: Brązowy medal na London Winter International Open (waga otwarta)[36]
  - 2014: Złoty medal na Munich Winter International Open (powyżej 100 kg)[38]
  - 2013: Mistrz Europy No-Gi, Lizbona (powyżej 100 kg)[39]
  - 2013: Srebrny medal na Munich International Open (powyżej 100 kg)[40]

## Lista zawodowych walk MMA
| Wynik     | Bilans | Przeciwnik (bilans przed walką) | Rozstrzygnięcie                          | Runda | Czas | Rozgrywki                                  | Data       | Miejsce                | Uwagi                                                |
| --------- | ------ | ------------------------------- | ---------------------------------------- | ----- | ---- | ------------------------------------------ | ---------- | ---------------------- | ---------------------------------------------------- |
| Wygrana   | 16-2   | Marcus Buchecha (5-1)           | Decyzja (jednogłośna)                    | 3     | 5:00 | UFC Fight Night: Whittaker vs. de Ridder   | 26.07.2025 | Abu Zabi               |                                                      |
| Wygrana   | 15-2   | Uran Satybaldiev (9-0)          | Decyzja (jednogłośna)                    | 3     | 5:00 | UFC Fight Night: Emmett vs. Murphy         | 05.04.2025 | Las Vegas              |                                                      |
| Wygrana   | 14-2   | Andrej Arłouski (34-19. 2 NC)   | Decyzja (niejednogłośna)                 | 3     | 5:00 | UFC 303                                    | 29.06.2024 | Las Vegas              |                                                      |
| Przegrana | 13-2   | Szamil Gaziew (11-0)            | TKO (ciosy pięściami)                    | 2     | 0:56 | UFC 296                                    | 06.12.2023 | Las Vegas              |                                                      |
| Wygrana   | 13-1   | Josh Parisian (15-6)            | Poddanie (kimura)                        | 1     | 4:11 | UFC Fight Night: Luque vs. Dos Anjos       | 12.08.2023 | Las Vegas              |                                                      |
| Wygrana   | 12-1   | Jake Collier (13-8)             | Decyzja (jednogłośna)                    | 3     | 5:00 | UFC Fight Night: Song vs. Simón            | 29.04.2023 | Las Vegas              |                                                      |
| Wygrana   | 11-1   | Łukasz Brzeski (8-1-1. 1 NC)    | Decyzja (niejednogłośna)                 | 3     | 5:00 | UFC Fight Night: Vera vs. Cruz             | 13.08.2022 | San Diego              |                                                      |
| Wygrana   | 10-1   | Chris Barnett (22-7)            | Techniczna decyzja (jednogłośna)         | 3     | 1:38 | UFC Fight Night: Luque vs. Muhammad 2      | 16.04.2022 | Las Vegas              | Debiut w UFC.                                        |
| Wygrana   | 9-1    | Lorenzo Hood (12-4)             | KO (kolano na głowę)                     | 1     | 4:56 | Dana White's Contender Series 2021: Week 7 | 12.10.2021 | Las Vegas              | Pojedynek o kontrakt z UFC.                          |
| Wygrana   | 8-1    | Kamil Minda (7-1)               | TKO (ciosy pięściami)                    | 2     | 4:01 | Oktagon 25: Buday vs. Minda                | 19.06.2021 | Brno                   | Zdobył pas mistrzowski Oktagon MMA w wadze ciężkiej. |
| Wygrana   | 7-1    | Daniel Dittrich (5-3)           | Poddanie (kimura)                        | 2     | 1:13 | Oktagon 14: Bitva o trúny                  | 14.09.2019 | Bratysława             |                                                      |
| Wygrana   | 6-1    | Yevhenii Orlov (1-0)            | TKO (ciosy pięściami)                    | 1     | 3:32 | Oktagon Prime 1: Wittner vs. Horváth       | 26.04.2019 | Koszyce                |                                                      |
| Wygrana   | 5-1    | José Rodrigo Guelke (21-17)     | TKO (niezdolność do kontynuowania walki) | 2     | 5:00 | Fight of Gladiators: Night of Champions 5  | 26.10.2018 | Trnawa                 |                                                      |
| Wygrana   | 4-1    | Łukasz Łysoniewski (1-4)        | TKO (ciosy pięściami)                    | 1     | 4:24 | Oktagon 9: Krištofič vs. Siwy              | 15.09.2018 | Bratysława             |                                                      |
| Wygrana   | 3-1    | Dzhangir Nasibov (2-5)          | TKO (niezdolność do kontynuowania walki) | 1     | 5:00 | Oktagon 6: The Rematch                     | 26.05.2018 | Koszyce                | Debiut w Oktagon MMA.                                |
| Wygrana   | 2-1    | Milan Vrbić (1-2)               | TKO                                      | 1     | 1:09 | XFN 9: Fight of Gladiators                 | 21.04.2018 | Nitra                  |                                                      |
| Przegrana | 1-1    | Juan Espino (7-1)               | Decyzja (jednogłośna)                    | 3     | 5:00 | FECALUMA - MMA-K1-BJJ                      | 14.10.2017 | Santa Cruz de Tenerife | Main Event                                           |
| Wygrana   | 1-0    | Uroš Stefanović (0-0)           | Decyzja (jednogłośna)                    | 2     | 5:00 | Fight of Gladiators: Night of Champions 2  | 23.10.2015 | Trnawa                 |                                                      |